# 小瀝源路

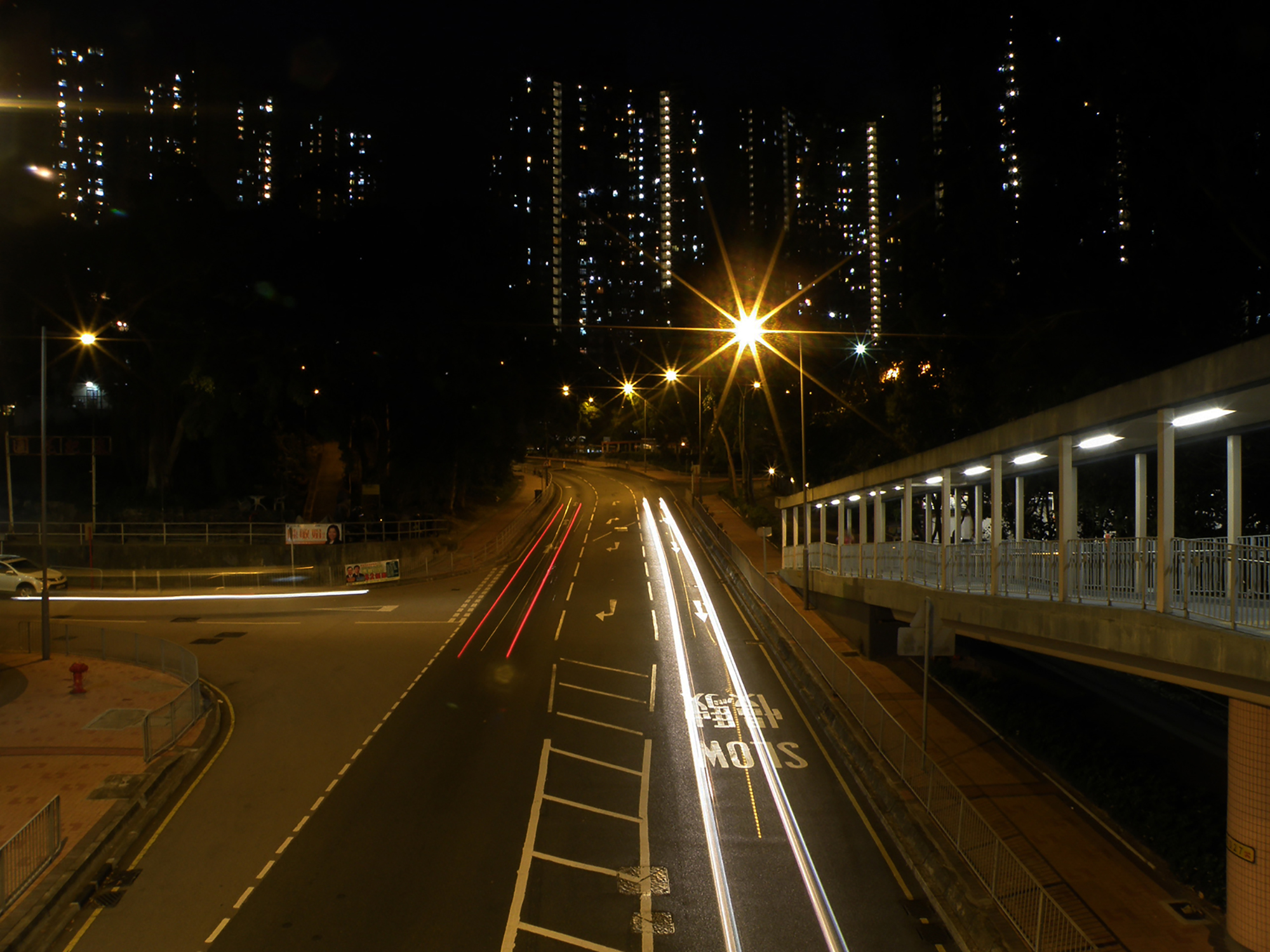
晚上的小瀝源路

小瀝源路（英語：Siu Lek Yuen Road）是香港新界沙田區的一條道路。西北端起自大涌橋路，沿小瀝源渠向東南伸延至小瀝源住宅區，途經沙田第一城、小瀝源工業區、小瀝源村、綠怡雅苑、帝堡城、廣源邨、廣林苑及黃泥頭村，連接康林苑私家路終點位於景林閣。小瀝源路全長約2.3公里，是沙田區主要道路之一。

## 交匯道路
- 大涌橋路
- 銀城街
- 寶城街
- 插桅杆街
- 安明街
- 源康街
- 沙田圍路
- 大老山公路
- 廣善街
- 廣榮里

## 沿線建築物
- 小瀝源路1號：小瀝源路遊樂場
- 小瀝源路8至10號：捷和實業大廈[1]
- 小瀝源路12至14號：捷和大廈[2]
- 小瀝源路16至18號：電訊盈科圓洲角電話機樓[3]
- 小瀝源路20至22號：帝逸酒店
- 小瀝源路56號：培基書院[4]
- 小瀝源路62號：廣林苑茂林閣
- 小瀝源路63號：綠怡雅苑
- 小瀝源路64號：廣林苑興林閣
- 小瀝源路66號：廣林苑馥林閣
- 小瀝源路68號：廣源邨
- 小瀝源路69號：帝堡城
- 小瀝源路70號：廣源紀律部隊宿舍（康林苑怡景閣）
- 小瀝源路72號：廣源紀律部隊宿舍（康林苑海泓閣）
- 小瀝源路74號：康林苑山林閣
- 小瀝源路76號：康林苑園林閣
- 小瀝源路78號：康林苑景林閣